# サンティアゴ・ソシノ
サンティアゴ・ソシノ（Santiago Socino、1992年5月7日 - ）は、プロD2SUアジャンに所属するラグビーユニオン選手。

## プロフィール
- アルゼンチン・ブエノスアイレス出身。
- ポジションはフッカー(HO)。
- 身長 187cm、体重 110kg
- アルゼンチン代表キャップは9（2025年1月現在）でワールドカップ2019のアルゼンチン代表に選ばれた[1]。

## 略歴
ハルRUFC、ハル・イオニアン、ニューカッスル、ダーリントン・モウデン・パーク、ロザラム・ティタンズを経て、2019年、ハグアレスに加入。 
2020年12月、過去に差別的かつ外国人嫌悪のツイートを行ったため、アルゼンチンラグビー協会から出場停止処分を受けた。
2021年、グロスターに加入。
2024年、SUアジャンに加入。